# Métrique pseudo-riemannienne
 (février 2011).
Si vous disposez d'ouvrages ou d'articles de référence ou si vous connaissez des sites web de qualité traitant du thème abordé ici, merci de compléter l'article en donnant les références utiles à sa vérifiabilité et en les liant à la section « Notes et références ».
En mathématiques et en physique, une métrique pseudo-riemannienne est une extension de la métrique riemannienne dans laquelle un certain nombre d'axes de l'espace qu'elle décrit ont des normes négatives. Si la métrique pseudo-riemanienne est en réalité un champ tensoriel, et donc varie d'un point à un autre, sa signature (le nombre d'axes dont les normes sont positives et le nombre d'axes dont les normes sont négatives), elle, ne peut jamais changer pour un même espace.